# Scaligeria paniculata
Scaligeria paniculata är en flockblommig växtart som beskrevs av Nasir. Scaligeria paniculata ingår i släktet Scaligeria och familjen flockblommiga växter. Inga underarter finns listade i Catalogue of Life.